# Holmen
Holmen è un villaggio degli Stati Uniti d'America, situato in Wisconsin, nella contea di La Crosse.